# Kyoto

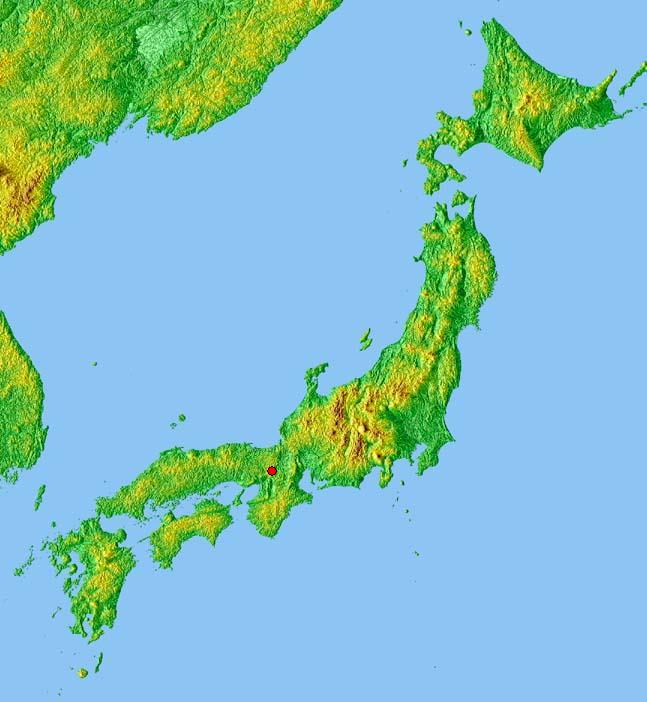
Orașul Kyoto pe harta Japoniei

Kyoto (京都 Kyōto?) este un municipiu din Japonia, centrul administrativ al prefecturii Kyoto. Se aflǎ pe insula Honshu, în regiunea Kansai, lângă Osaka.

## Istoric

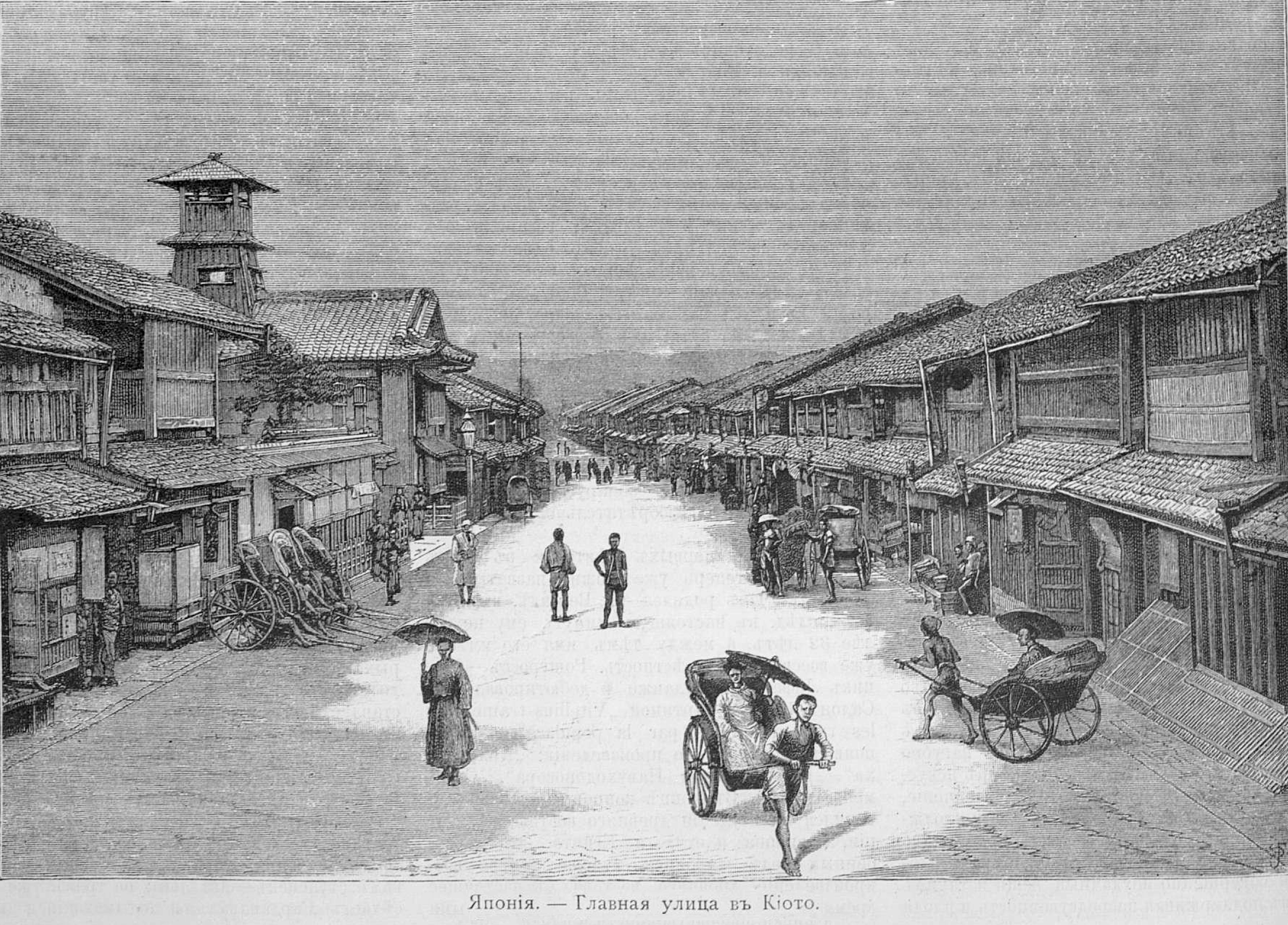
De la kyoto, strada principală, 1891 an

Kyoto se aflǎ într-o vale, aparținând Bazinului Yamashiro (sau Kyoto), în partea de est a munților, regiune cunoscutǎ și ca ținutul muntos Tamba. Orașul Kyoto are un dialect aparte (kyō kotoba), cu o istorie lungă, reflectată în rafinata cultură a acestui oraș, capitală imperială a Japoniei pentru mai mult de o mie de ani (794-1868), sub numele de Heian-kyō („Capitala păcii și liniștitii”). Astfel, sunetul unor cuvinte folosite de locuitorii Kyoto-ului de azi au o muzicalitate aparte față de japoneza standard, fapt datorat atât poziției geografice a orașului, noilor influențe din lumea contemporană, cât și relației dintre oameni și limba japoneză. Unele expresii folosite în dialectul din Kyoto nu pot fi intelese doar prin simpla citire a caracterelor, fie ele kanji sau kana.

## Atracții turistice
- Monumente istorice ale vechiului Kyoto (orașele Kyoto, Uji și Otsu) (Patrimoniul Mondial UNESCO)
- Templul Kiyomizu-dera
- Templul Nanzen-ji
- Templul Hongan-ji
- Templul Ryōan-ji

## Personalități născute aici
- Kimiko Date Krumm (n. 1970), tenismenă.